# David Nixon
David Nixon (College Station, 16 marzo 1985) è un giocatore di football americano statunitense che gioca per i St. Louis Rams della National Football League.

## Carriera universitaria
Atteso all'università di BYU gioca con la squadra di football americano dei Cougars a partire dal 2006
- Nella stagione 2006 - ha giocato 13 partite facendo 62 tackle di cui 37 da solo, 3 sack, 5 deviazioni difensive"record personale" e 2 fumble forzati.

- Nella stagione 2007 - ha giocato 13 partite facendo 66 tackle di cui 28 da solo, 4 sack"record personale" e 2 deviazioni difensive.

- Nella stagione 2008 - ha giocato 13 partite facendo 90 tackle"record personale" di cui 43 da solo, 2 sack, 3 intercetti per un totale di 21 yard, 4 deviazioni difensive, un fumble recuperato e 2 fumble forzati ed un field goal bloccato.

### Carriera professionistica
Stagione 2009
Il 4 maggio dopo non esser stato scelto nel draft ha firmato con gli Oakland Raiders un contratto di un anno. Il 6 settembre è passato nella squadra delle riserve. Il 21 novembre a causa dell'infortunio accorso a Ricky Brown è passato nei 53 giocatori attivi del roster della squadra. Ha giocato la sua prima partita ufficiale il 22 novembre contro i Cincinnati Bengals, in totale ha giocato 3 partite di cui nessuna da titolare.
Stagione 2010
È diventato restricted free agent, poi ha firmato per un anno con i Raiders. Il 4 settembre è stato tagliato. Il 5 settembre ha firmato con gli Houston Texans.